# Judite e Holofernes (Goya)
Judite e Holofernes é uma das Pinturas negras que fizeram parte da decoração dos muros da casa —chamada a Quinta del Sordo— que Francisco de Goya adquiriu em 1819. Esta obra ocupava provavelmente um espaço à direita da parede do fundo do piso térreo, segundo se entrava, com Saturno devorando um filho no lado esquerdo deste muro, ficando no meio uma janela.
O quadro, com o restante das pinturas negras, foi trasladado de reboco para tela em 1873 por Salvador Martínez Cubells, por encomenda de Frédéric Émile d'Erlanger, um banqueiro belga, que visava vendê-los na Exposição Universal de Paris de 1878. Contudo, as obras não atrageram compradores e ele próprio doou-as, em 1876, ao Museu do Prado, no que são expostas na atualidade.

## Análise
O quadro recreia de modo pessoal o conhecido tema de Judite de Betúlia que, para salvar o seu povo do ataque do rei Holofernes, seduce-o e decapita-o.
Assim, a obra pudera aludir a Goya e Leocádia Zorrilla ou Leocadia Weiss (pois estava casada, e este era o sobrenome do seu marido), a sua amante. Ou talvez, em geral, ao poder da mulher sobre o homem. Do ponto de vista psicanalítico quis-se ver o tema da castração, situado no contexto de um ancião de mais de setenta anos (como era o pintor quando o realizou) em relação à sua amante, muito mais nova, e com quem coabitava.
Além disso, o quadro estava enfrentado com o que foi interpretado como o de Leocadia junto à tumba do próprio Goya.
A iluminação é teatral e focalizada; parece refletir uma cena noturna iluminada por uma tocha, que ilumina o rosto e braço executor de Judite e deixa na penumbra o rosto de uma velha criada, representada em atitude de rogo ou oração. É significativo que tanto o rei quanto a representação do sangue fiquem fora de campo, numa composição muito original, que exacerba os habituais desequilíbrios compositivos e de enquadre das Pinturas negras.
A paleta de cores usada, como em toda esta série, é reduzida. Emprega neste caso pretos, ocres e algum toque sutil de vermelho, que é aplicado energicamente e com pinceladas soltas. Este quadro, com toda a obra da decoração da chamada Quinta del Sordo, contém traços estilísticos que o século XX caracterizaria como expressionistas.